# 勾德山 (阿肯色州)
勾德山（英語：Gold Hill）是位於美國阿肯色州波普縣的一個非建制地區。該地的面積和人口皆未知。

## 地理
勾德山的座標為35°11′45″N 92°57′43″W / 35.19583°N 92.96194°W，而該地的平均海拔高度為104米（即341英尺）。